# Mamadou Zongo
Mamadou Zongo Bebeto (ur. 8 października 1980 w Bobo-Dioulasso) – burkiński piłkarz, występujący na pozycji napastnika.

## Kariera
Swoją karierę rozpoczynał w Racing Club Bobo-Dioulasso. W 25 meczach strzelił 22 bramki i był najskuteczniejszym strzelcem swojej drużyny. W 1996 został zawodnikiem ASECu Mimosas i grał tam między innymi z takimi piłkarzami, jak Bonaventure Kalou, Tchiressoua Guel, czy Blaise Kouassi. W 1997 roku Zongo zdobył 18 bramek w 22 meczach i poprowadził klub z Abidżanu do mistrzostwa. Udane występy zaowocowały transferem do Vitesse Arnhem. W tym klubie Zongo spędził aż 8 sezonów. Wiodło mu się różnie. W połowie sezonu 2000/2001 nabawił się kontuzji, która wykluczyła go z gry na dwa sezony. W 2003 roku powrócił na boisko, jednak skuteczności, jak za czasów gry w ASECu nie odzyskał. W połowie sezonu 2004/2005 został zawodnikiem innego holenderskiego klubu, De Graafschap. Rozegrał 24 mecze i strzelił dwie bramki, a jego klub po barażach spadł z ligi. W sezonie 2006/2007 Zongo reprezentował barwy VVV Venlo, a obecnie jest zawodnikiem rumuńskiej Universitatei Kluż-Napoka.
Zongo ma za sobą występy w reprezentacji Burkina Faso. Między innymi podczas eliminacji do Mistrzostw Świata 2006. W spotkaniu z Ghaną jego bramka strzelona w 79 minucie dała reprezentacji Burkiny Faso 3 punkty. Łącznie w eliminacjach rozegrał 4 mecze i 1 raz trafił do siatki rywali.

## Kariera w liczbach
| Sezon   | Klub                      | Kraj         | Flaga                    | Rozgrywki                     | Mecze | Bramki |
| ------- | ------------------------- | ------------ | ------------------------ | ----------------------------- | ----- | ------ |
| 1996    | Racing Bobo-Dioulasso     | Burkina Faso | Burkina Faso             | Superdivision du Burkina Faso | 25    | 22     |
| 1997    | ASEC Mimosas              | WKS          | Wybrzeże Kości Słoniowej | Ligue 1 MTN                   | 22    | 18     |
| 1997/98 | Vitesse Arnhem            | Holandia     | Holandia                 | Eredivisie                    | 0     | 0      |
| 1998/99 | Vitesse Arnhem            | Holandia     | Holandia                 | Eredivisie                    | 16    | 5      |
| 1999/00 | Vitesse Arnhem            | Holandia     | Holandia                 | Eredivisie                    | 23    | 5      |
| 2000/01 | Vitesse Arnhem            | Holandia     | Holandia                 | Eredivisie                    | 15    | 2      |
| 2001/02 | Vitesse Arnhem            | Holandia     | Holandia                 | Eredivisie                    | 0     | 0      |
| 2002/03 | Vitesse Arnhem            | Holandia     | Holandia                 | Eredivisie                    | 0     | 0      |
| 2003/04 | Vitesse Arnhem            | Holandia     | Holandia                 | Eredivisie                    | 21    | 2      |
| 2004/05 | Vitesse Arnhem            | Holandia     | Holandia                 | Eredivisie                    | 1     | 0      |
| 2004/05 | De Graafschap             | Holandia     | Holandia                 | Eredivisie                    | 24    | 2      |
| 2006/07 | Ethnikos Pireus           | Grecja       | Grecja                   | Football League               | 11    | 1      |
| 2007/08 | Universitatea Kluż-Napoka | Rumunia      | Rumunia                  | Liga I                        | 2     | 0      |